# Деларей Ван Тондер
Деларей ван Тондер (Delarey van Tonder) (1954) - південноафриканський дипломат. Надзвичайний і Повноважний Посол Південно-Африканської Республіки в Києві (Україна).

## Біографія
Народився у 1954 році. У 1977-му закінчив Університет у Преторії, бакалавр африкознавства. У 1988-му захистив диплом підвищення кваліфікації в Інституті громадських зв'язків Преторія). У 1993-му закінчив курс магістратури з політичної психології у вищій школі при Університеті Джорджа Вашингтона (Вашингтон). У 1994-му захистив диплом в Університеті Преторії. Володіє африкаанс, англійською, німецькою, іспанською мовами.
З 1980 по 1982 — працівник управління у справах громадськості МЗС ПАР.
З 1983 по 1987 — другий секретар Посольства Південно-Африканської Республіки у США.
З 1987 по 1989 — працівник управління зв'язку і планування МЗС ПАР.
З 1989 по 1992 — радник, начальник відділу у справах громадськості Посольства ПАР у США.
З 1992 по 1999 — заступник директора, директор управління Мозамбіку та Зімбабве МЗС ПАР.
З 21.04.1999 по 2004 — Надзвичайний і Повноважний Посол Південно-Африканської Республіки в Києві (Україна). Він акредитований за сумісництвом ще в Молдові, Грузії, Вірменії.
18 травня 1999 року — вручив вірчі грамоти Президенту України Леоніду Кучмі.